# Ventadour (cocardier)
Pour les articles homonymes, voir Ventadour.
Ventadour est un taureau cocardier de race camarguaise. Élevé au sein de la manade Lafont, il remporte le Biòu d'or en 1977 et 1979. Il est mort en juillet 1993 à l'âge de 25 ans et il est enterré au mas Sainte-Anne à Aigues-Mortes.

## Famille
Il est le fils de Luzignan et de la vache Gitane III.

## Carrière
Il ne devient cocardier qu'à l'âge de cinq ans à l’occasion d’une fête champêtre organisée au mas Sainte-Anne par la CGT. Sa première course publique a lieu à Vauvert le 14 septembre 1974. Il enchaînera ensuite plus de 100 courses.
Il prend sa retraite le 28 octobre 1984. 

## Postérité
L'école maternelle d'Aimargues porte son nom.